# Elophoria brunisquamis
Elophoria brunisquamis là một loài ruồi trong họ Tachinidae.